# محاين د الحسين (فلم)
محاين د الحسين، فيلم مغربي تلفزيوني من إنتاج قناة دوزيم سنة 2005، و من إخراج محمد عبد الرحمن التازي، بطولة رشيد الوالي و سامية أقريو.

## القصة
فيلم اجتماعي يقص حكاية من الشمال المغربي حيث بطل الفيلم الحسين «رشيد الوالي» يعمل نجارا وصانع أواني ويعيش بالبادية، يحب قريبته حيث يود الزواج بها لكن يقع في متاعب و مشاكل تحول دون أن يتم هذا الزواج حيث أن الحسين لا يتوفر على بيت، و بعد أن يرث بيت جدته تحصل له عدة مواقف كوميدية وفي نفس الوقت تشويقية.